# 拟硬叶银穗茅
拟硬叶银穗茅（学名：Leucopoa pseudosclerophylla）为禾本科银穗草属下的一个种。